# 里深文彦
里深 文彦（さとふか ふみひこ、1942年 - ）は、日本の科学史家。
兵庫県生まれ。1965年、東京大学教養学部教養学科卒業。1972年、同大学院理学系研究科動物学専攻博士課程満期退学。1973年、相模女子大学講師。1976年助教授。1978年、教授。1995年、退職、スウェーデン・ヨーテボリ大学客員教授。1998年、英国オープン・ユニバーシティ客員研究員、ウェールズ大学名誉研究員。2000年、武蔵野女子大学教授、2004年、東京農工大学教授。2006年、富山県立大学教授。2008年、定年退任、大東文化大学環境創造学部教授。2012年、退職。

## 著書
- 『等身大の科学 80年代科学技術への構想』日本ブリタニカ　1980
- 『人類の知的遺産 80　現代の自然科学者』講談社　1984
- 『転換期の技術社会 アジア・欧米最新科学事情』石田パンリサーチ出版局　1989
- 『21世紀ヨーロッパの技術戦略 周縁から中心へ』現代書館　2001
- 『人間的な産業の復活 ヨーロッパ型経営のモラル』2002　丸善ライブラリー
- 『知らずに使ってはいけない 生活環境の警告レポート! 日本にいたらわからない"安全常識"』青萠堂　2003
- 『国際環境を読む50のキーワード』東京書籍　2004
- 『共生する科学技術 自然・人間・社会』コロナ社　2006

## 共編著
- 『現代の科学・技術論』中村禎里共編　三一書房　1972
- 『ニューサイエンス入門 現代科学のキーワード』編著　洋泉社　1986
- 『科学技術の生態学 国際化時代の生産技術の展開と労働』林武共編著　アグネ承風社　1993
- 『民具の文化史』諸岡青人共著　アグネ承風社　1996
- 『甦るらせん水車 マイクロ水力発電への可能性を探る』瀧本裕士共著　パワー社　2010

## 翻訳
- H.&S.ローズ 編『ラディカル・サイエンス 危機における科学の政治学』共訳　社会思想社　1980　そしおぶっくす
- シアン・マーフィーほか『生物化学戦争 悪夢のシナリオ』綿貫礼子共訳　社会思想社・現代教養文庫　1985
- カークパトリック・セール『ヒューマンスケール 巨大国家の崩壊と再生の道』講談社　1987
- D.ディクソン『戦後アメリカと科学政策 科学超大国の政治構造』監訳　同文館出版　1988
- マイク・クーリー『人間復興のテクノロジー コンピュータ化時代を生きる倫理』監訳　御茶の水書房　1989
- スサンタ・グナティカラ『自立するアジアの科学 「第三世界意識」からの解放』東玲子共訳　御茶の水書房　1990
- J.H.ブルック 他『創造と進化』鈴木善次共訳　すぐ書房　2006　科学革命とキリスト教

## 参考
- 共生する科学技術―自然・人間・社会 - 紀伊国屋書店BookWeb